# Serbische Staatswache
Die Serbische Staatswache (kurz SSW; serbisch Српска државна стража Srpska državna straža, kurz СДС/SDS) war der paramilitärische Gendarmerieverband im Militärverwaltungsgebiet Serbien.
Die antikommunistische Serbische Staatswache kollaborierte zusammen mit Tschetniks und dem Serbischen Freiwilligen-Korps, einer faschistischen Parteimiliz, offen mit der deutschen Besatzungsmacht in Serbien.

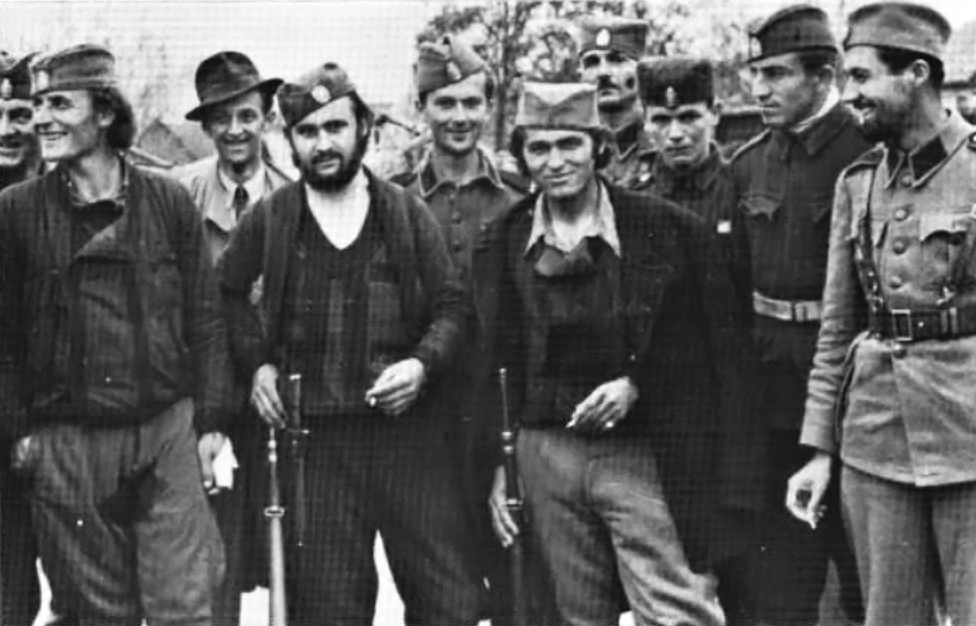
Tschetniks und Männer des Serbischen Freiwilligen-Korps und der Serbischen Staatswache.

## Gründung

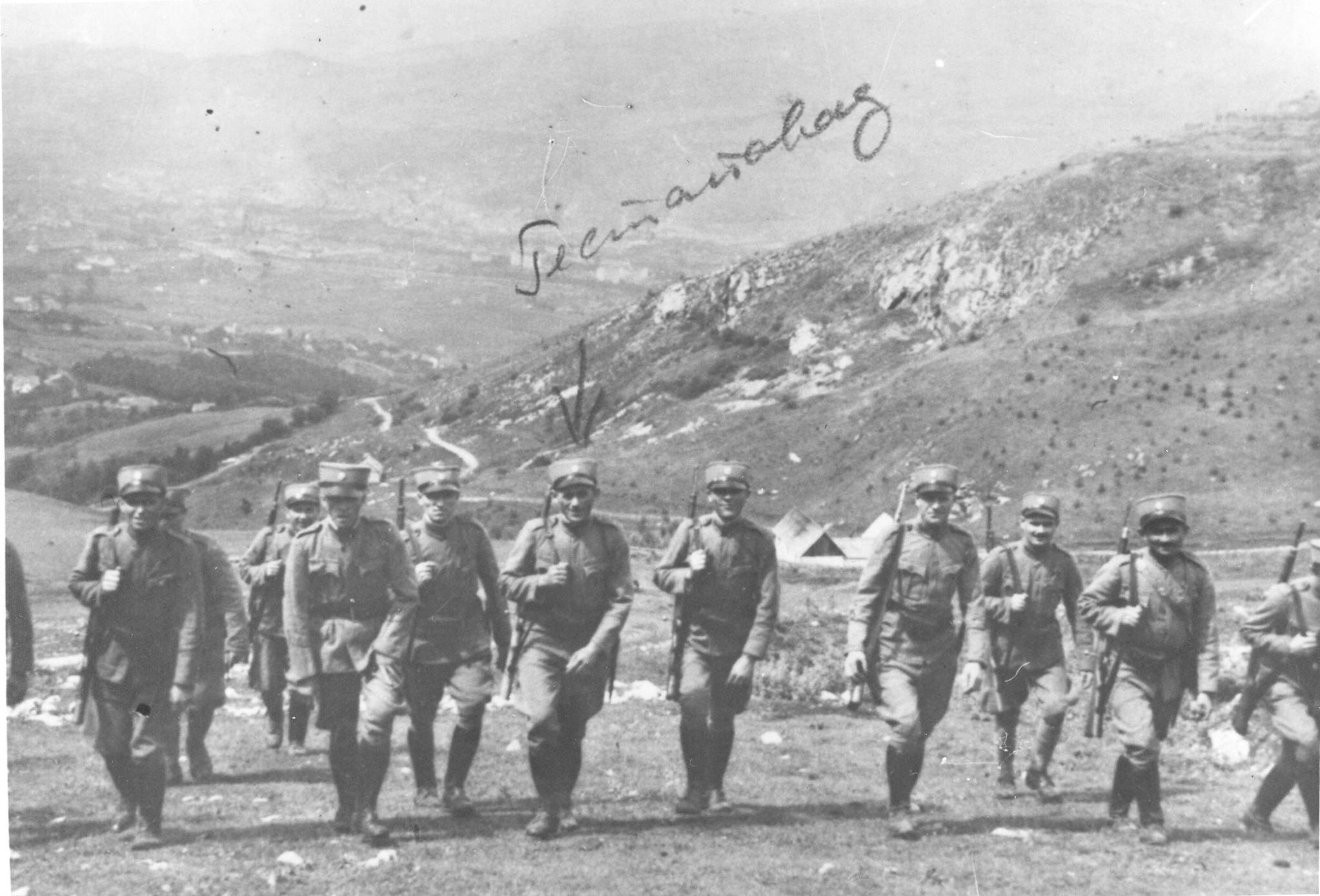
Serbische Gendarmen (ab 1942: Serbische Staatswache) durchkämmen ein Gebiet auf der Suche nach Aufständischen (1941).

Der Gendarmerieverband wurde am 10. Februar 1942 von Milan Nedić, dem Ministerpräsidenten der serbischen Marionettenregierung (offiziell „Regierung der nationalen Rettung“, serbisch Влада Националног Спаса/Vlada Nacionalnog Spasa) aufgestellt. Gebildet aus den zwei Gendarmerie-Regimentern des Königreichs Jugoslawien Drinski und Dunavski, war die Serbische Staatswache bei ihrer Gründung rund 17.000 Mann stark. Die offizielle Gründung erfolgte am 3. März 1942. Die militärische Führung übernahm Oberst Jovan Trišić (1893–1974), später ersetzt durch Generalmajor Borivoje Jonić. Im Januar 1943 zählte die Serbische Staatswache bereits 36.716 Mann.

## Organisation

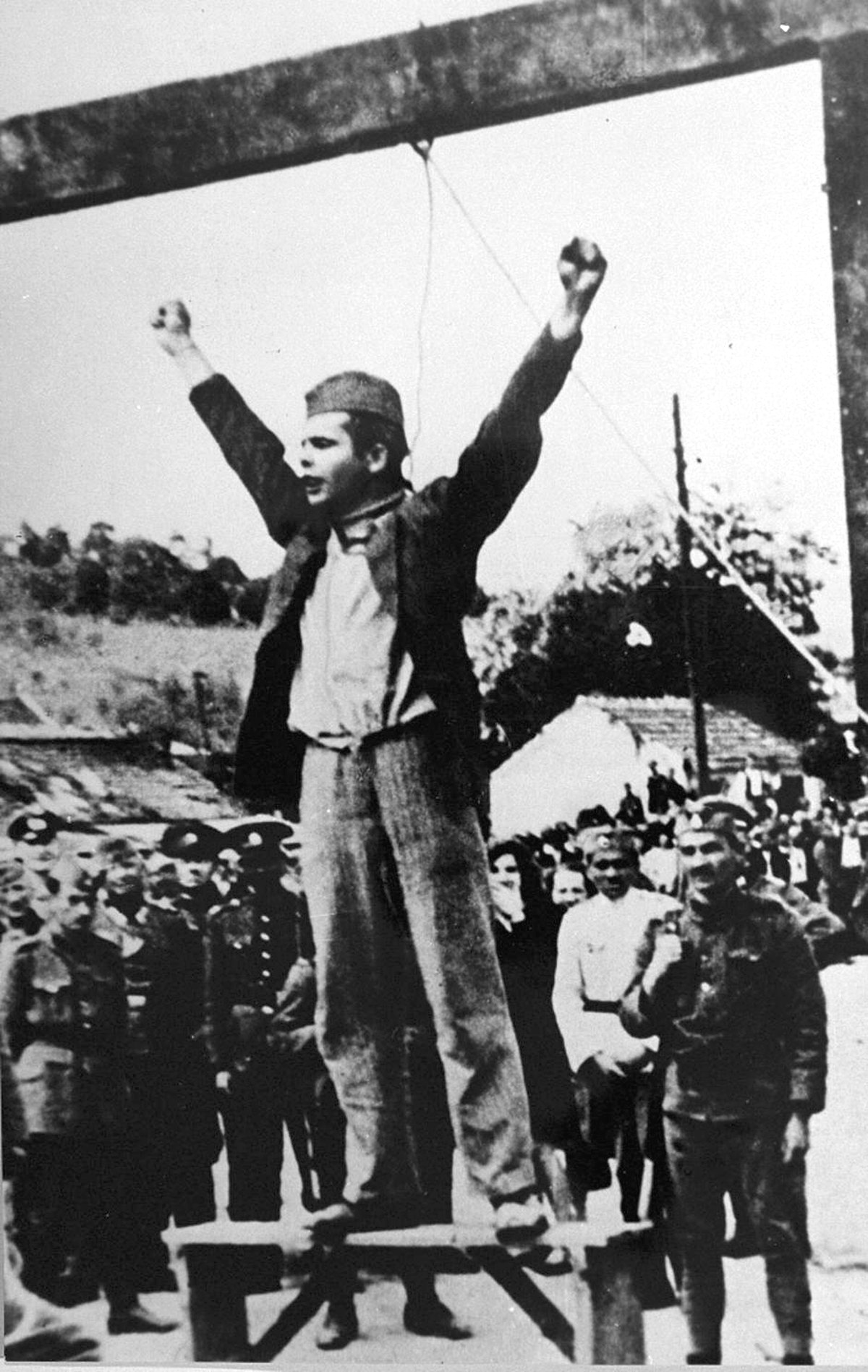
Tito-Partisan Stjepan Filipović kurz vor seiner Hinrichtung durch eine Einheit der Serbischen Staatswache (im Hintergrund)

Territorial gliederte sich die Serbische Staatswache in die fünf Oblaste (Bezirke) Belgrad, Kraljevo, Niš, Valjevo und Zaječar mit je einem Bataillon. Jede Region war in drei Okruge (Kreise) mit weiteren Einheiten unterteilt.
Intern gliederte sich die Serbische Staatswache in „Stadtwache“ (Gradska straža), „Landwache“ (Poljska straža), „Dorfwache“ (Seljačka straža) und eine etwa 2.500 Mann starke „Grenzwache“ (Srpska granična straža).

## Geschichte
Die Serbische Staatswache wurde innerhalb Serbiens vor allem im Kampf gegen kommunistische Tito-Partisanen eingesetzt.
Am 6. Oktober 1944 schlossen sich 5.000 Mann der Serbischen Staatswache unter Generalleutnant Stefan Radovanović serbischen Freischärlern, sogenannten Tschetniks, in Bosnien an und bildeten das 1. Serbische Sturmkorps (1. Srpski udarni korpus).
Etwa 3.000 Mann wurden der Organisation Todt in Österreich zugeteilt.
Im März 1945 schlossen sich 2.000 Mann in Slowenien der Tschetnik-Šumadija-Division unter Miodrag Damjanović an und kapitulierten im Mai 1945 vor britischen Streitkräften in Österreich.